# Монперу (Дордонь)
Монперу́ (фр. Montpeyroux) — коммуна во Франции, находится в регионе Аквитания. Департамент — Дордонь. Входит в состав кантона Пеи-де-Монтень и Гюрсон. Округ коммуны — Бержерак.
Код INSEE коммуны — 24292.

## География

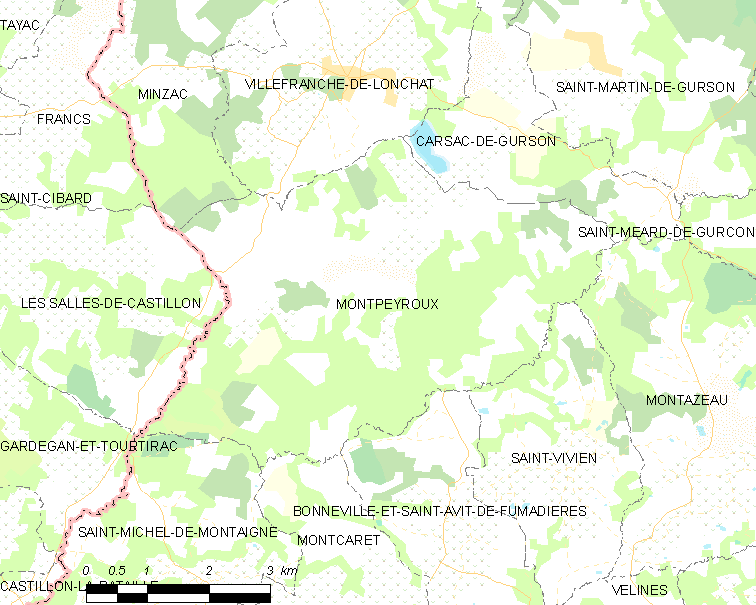
Карта коммуны

Коммуна расположена приблизительно в 480 км к югу от Парижа, в 55 км восточнее Бордо, в 60 км к юго-западу от Перигё.
На юго-востоке коммуны протекает река Лидуар.

### Климат
Климат умеренный океанический со средним уровнем осадков, которые выпадают преимущественно зимой. Лето здесь долгое и тёплое, однако также довольно влажное, здесь не бывает регулярных периодов летней засухи. Средняя температура января — 5 °C, июля — 18 °C. Изредка вследствие стечения неблагоприятных погодных условий может наблюдаться непродолжительная засуха или случаются поздние заморозки. Климат меняется очень часто, как в течение сезона, так и год от года.

## Население
Население коммуны на 2010 год составляло 440 человек.
| 1962 | 1968 | 1975 | 1982 | 1990 | 1999 | 2010 |
| ---- | ---- | ---- | ---- | ---- | ---- | ---- |
| 514  | 452  | 359  | 318  | 338  | 360  | 440  |

## Администрация
| Период | Период | Фамилия         | Партия       | Примечания |
| ------ | ------ | --------------- | ------------ | ---------- |
| 1947   | 1995   | Луи Лаво        |              |            |
| 1995   | 2008   | Полет Лакост    |              |            |
| 2008   | 2012   | Тьерри Фонтен   | беспартийный | агент EDF  |
| 2012   | 2020   | Кристоф Марсето |              |            |

## Экономика
В 2010 году среди 268 человек трудоспособного возраста (15-64 лет) 178 были экономически активными, 90 — неактивными (показатель активности — 66,4 %, в 1999 году было 66,1 %). Из 178 активных жителей работали 156 человек (83 мужчины и 73 женщины), безработных было 22 (11 мужчин и 11 женщин). Среди 90 неактивных 23 человека были учениками или студентами, 39 — пенсионерами, 28 были неактивными по другим причинам.

## Достопримечательности
- Церковь Св. Петра в оковах (XI век). Исторический памятник с 1908 года[5]
- Замок Маткулон (XVI век). Исторический памятник с 1972 года[6]
- Замок Дюран

## Фотогалерея

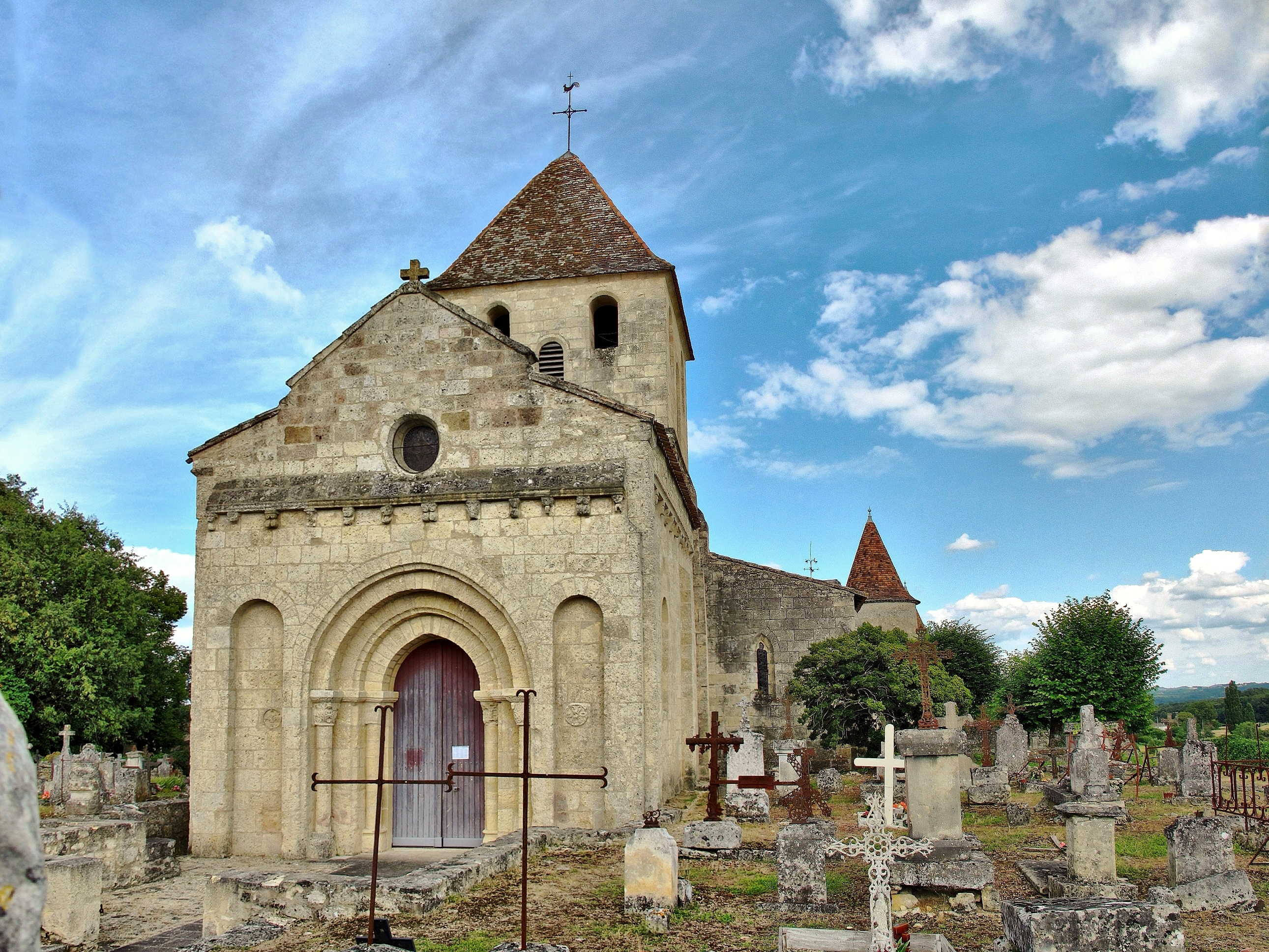
Церковь Св. Петра в оковах
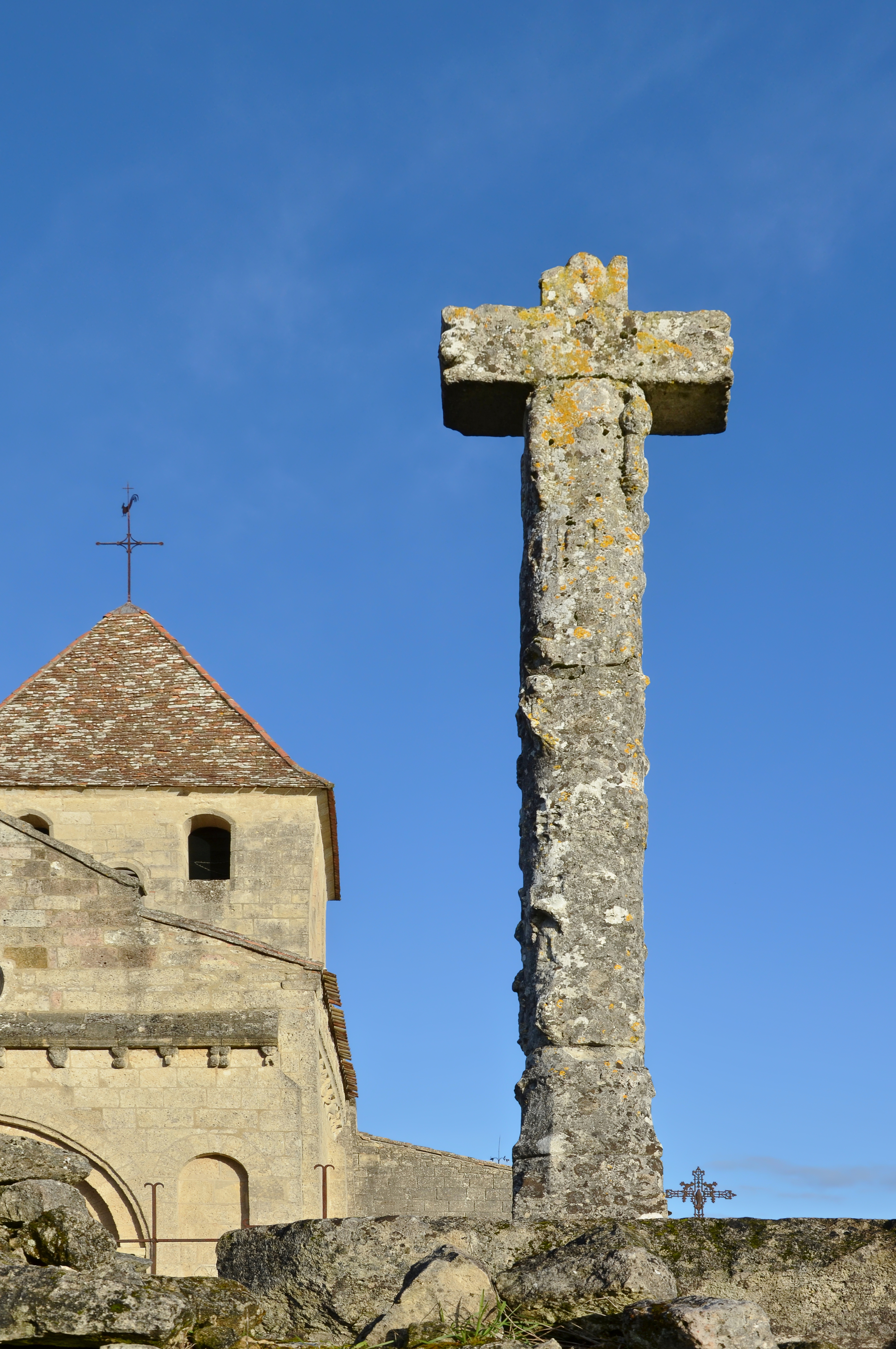
Крест с надписью «осанна»
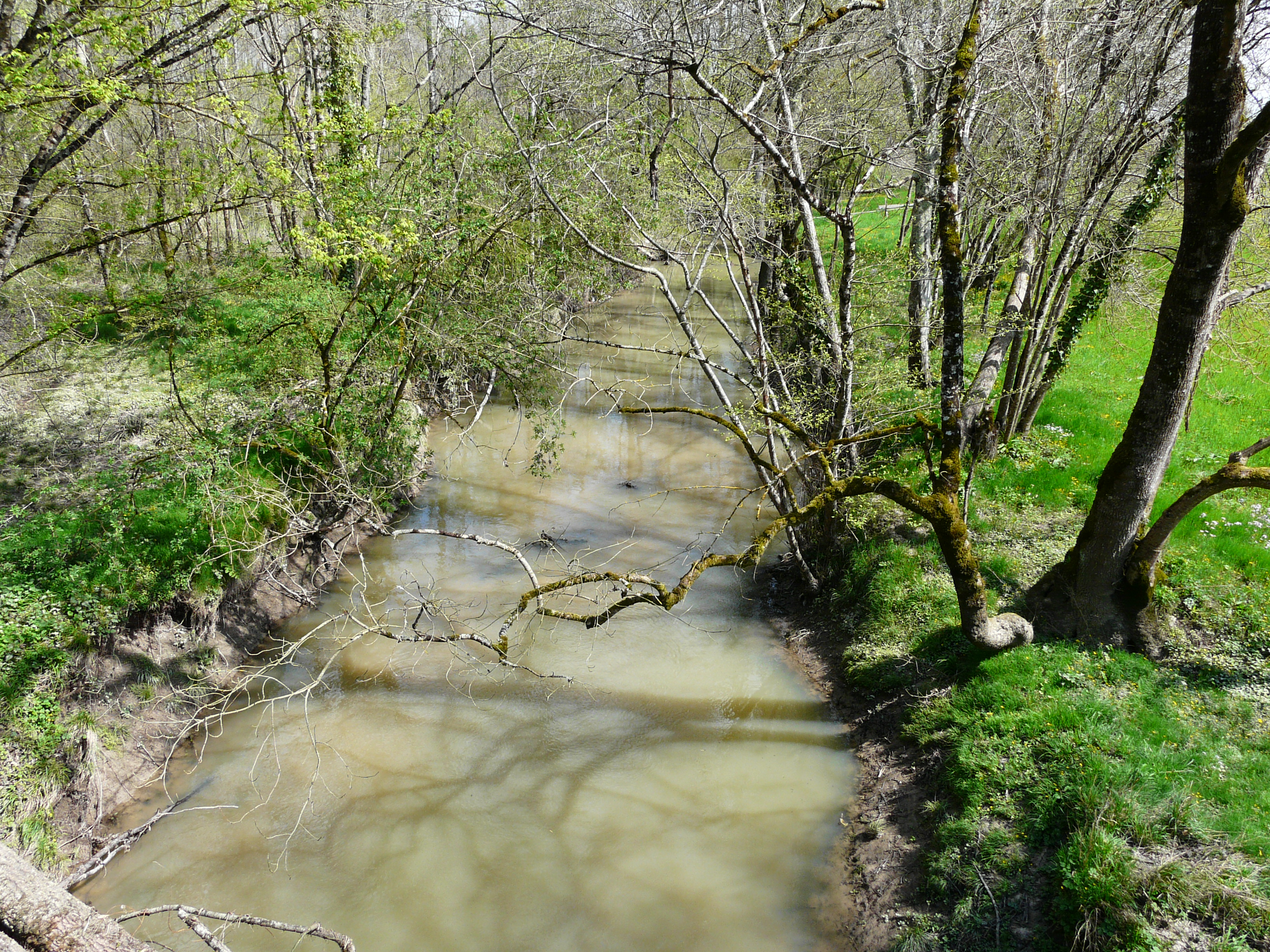
Река Лидуар